# Henri Callot
Eugène Henri Callot (La Rochelle, 18 de diciembre de 1875-París, 22 de diciembre de 1956) fue un deportista francés que compitió en esgrima, especialista en la modalidad de florete. Participó en los Juegos Olímpicos de Atenas 1896, obteniendo una medalla de plata en la prueba individual.

## Palmarés internacional
| Juegos Olímpicos | Juegos Olímpicos | Juegos Olímpicos | Juegos Olímpicos   |
| Año              | Lugar            | Medalla          | Prueba             |
| ---------------- | ---------------- | ---------------- | ------------------ |
| 1896             | Atenas (Grecia)  | Medalla de plata | Florete individual |